# Eddie Åhgren
Eddie Åhgren, folkbokförd som Carl Edward Åhgren, född 23 november 1987 i Stockholm, är en svensk film- och TV-regissör, samt manusförfattare, som arbetar för Felix Herngrens produktionsbolag FLX. Han har bland annat varit delaktig i TV-serien Bonusfamiljen, där han mellan åren 2017 och 2021 har regisserat totalt tio avsnitt. Han har också regisserat tio avsnitt av Viaplay-serien Meningen med livet, samt alla åtta avsnitt av sambon Felicia Danielsson och Vera Herngrens TV-serie Likea.
Son till SVT-reportern Göran Åhgren och sonson till Rolf Åhgren, som var klasskamrat med Ingmar Bergman på Palmgrenska samskolan. Rolf Åhgren och Ingmar Bermgan skrev  1934 kortfilmsmanuset med den kryptiska titeln B.J.G.108 till vilket de aldrig lyckades finna finansiering. Våren 2013 gjorde i stället Eddie Åhgren en sex minuter lång stumfilmsversion av manuset som examensarbete på Beckmans designhögskola med flera kända medarbetare involverade.
Åhgren gjorde 2024 långfilmsdebut, då han regisserade en reboot på filmserien Jönssonligan. Inspelningen av denna film påbörjades i november 2023. I denna hade hans far Göran Åhgren en cameo som TV-reporter.

## Filmografi (i urval)

### Film
- 2024 – Jönssonligan kommer tillbaka

### TV
- 2015–2019 – Solsidan (TV-serie)
- 2017–2021 – Bonusfamiljen (TV-serie)
- 2018–2021 – Sjölyckan (TV-serie)
- 2018 – Andra åket (TV-serie)
- 2022 – Likea (TV-serie)
- 2022–2023 – Meningen med livet (TV-serie)